# Get on your boots
«Get on your boots» es el primer sencillo extraído del álbum de estudio No line on the horizon de la banda de rock U2, publicado como descarga digital el 23 de enero y en formato físico el 16 de febrero de 2009. El videoclip de la canción fue estrenado el 6 de febrero de 2009. Se ha dicho que la entrega lírica de los versos de la canción se parece a "Subterranean Homesick Blues" de Bob Dylan, mientras que la canción también ha sido comparada con "Pump It Up" de Elvis Costello.
"Get On Your Boots" recibió críticas mixtas, dividiendo a los críticos. Alcanzó el puesto número 12 en las listas de éxitos del Reino Unido en su primera semana de lanzamiento. La canción llegó más arriba en las listas de éxitos en Irlanda, Escocia y Canadá. El cineasta Alex Courtes dirigió el video musical de la canción, que incluía imágenes de la banda actuando frente a un montaje de imágenes políticas feministas. Se estrenó en el sitio web de Irish Independent el 6 de febrero de 2009. U2 interpretó la canción en vivo para abrir la 51.ª Entrega Anual de los Premios Grammy y los Brit Awards de 2009.

## Composición y grabación
Originalmente conocido como "Four Letter Word" y más tarde como "Sexy Boots", "Get On Your Boots" se originó como una demostración que el guitarrista The Edge grabó en su casa con el software GarageBand. La canción pasó por muchas iteraciones, y en un momento dado se eliminó el riff de guitarra principal, lo que llevó al productor Steve Lillywhite a describirla como "un lado B de Beck" que podría haber sido eliminado del álbum. A lo largo del documental It Might Get Loud, se muestra a Edge trabajando en los riffs de guitarra de la canción, mientras experimenta con sus sonidos y efectos.
"Get On Your Boots" fue una de varias canciones grabadas por un fan fuera de la casa de Bono durante las sesiones de No Line on the Horizon. El clip se subió posteriormente a YouTube, pero se eliminó a petición de Universal Music.
Temáticamente, la canción trata sobre Bono llevando a su familia de vacaciones a Francia y presenciando el sobrevuelo de aviones de guerra al comienzo de la Guerra de Irak; algunas de las letras son desde la perspectiva de un hombre que escribe una carta a su primer amor mientras relata haber presenciado el mismo evento. El canto "déjame entrar en el sonido "se desarrolló relativamente tarde en las sesiones de grabación. También se usó en la sección de apertura de "Fez - Being Born". "Get On Your Boots" fue una de las tres canciones con las que la banda estaba considerando abrir el álbum, junto con "Fez - Being Born" y "No Line on the Horizon". Finalmente se eligió "No Line on the Horizon".
A una velocidad de 150 beats por minuto, "Get On Your Boots" es una de las canciones más rápidas que la banda haya grabado. La revista Q lo describió como "el electro grunge demente emplea un riff de proto-rock n'roll, pero impulsado hacia el futuro, antes de dar un giro repentino al hip-hop a mitad de camino". La revista Rolling Stone lo ha calificado como un "rockero ardiente y difuso que continúa donde lo dejó 'Vertigo'". Hot Press describió la canción como "un ejercicio de electro grunge intenso y completamente contemporáneo, con El potente bajo de Adam Clayton en primer plano, que mezcla influencias del hip hop con matices de los Rolling Stones, Queen, Bob Dylan y los Beatles".
La canción fue remezclada por el dúo francés Justice y el dúo italiano Crookers.

## Historia
Una versión pirateada fue publicada parcialmente en YouTube durante las sesiones de grabación de U2 en Èze. A pesar de la pobre calidad de sonido, fue retirada de la página a petición del sello discográfico del grupo, Universal Records. Algunos medios de comunicación hicieron referencia a la canción en reportajes sobre la grabación con el título de "Sexy Boots" durante agosto de 2008.
El estreno de "Get on your boots" fue programado para el programa de la cadena RTÉ 2fm The Colm & Jim-Jim Breakfast Show a las 8:10 del 19 de enero de 2009 por la amistad entre el grupo y el pinchadiscos Dave Fanning. Aun así, tras la filtración de una muestra de 30 segundos en Internet, la canción fue puesta a la venta en la tienda iTunes Store y publicada en formato streaming a través de la página oficial del grupo, U2.com.

## Composición
Siguiendo el éxito de sus dos anteriores trabajos de estudio, que enlazaban con el sonido clásico de U2, No line on the horizon se encuentra más en consonancia con la fase experimental explorada en Achtung Baby, Zooropa y Pop. En este sentido, "Get on your boots" es descrito por la revista Q como si "un demencial electrogrunge empleara un riff proto-rock n'roll, pero propulsada hacia el futuro, antes de tomar un repentino giro de hip hop". En la misma línea, la revista musical Rolling Stone definió "Get on your boots" como "una ardiente canción que recoge el testigo de "Vertigo"". Por su parte, Hot Press describió la canción como "un contemporáneo ejercicio de intenso electrogrunge, con el potente bajo de Adam Clayton, que mezcla las influencias del hip hop con las sombras de The Rolling Stones, Bob Dylan y The Beatles".

## Lanzamiento
Una primera versión pirateada de la canción fue lanzada en parte a YouTube durante las sesiones de grabación de la banda en el balneario francés de Èze. La versión de baja calidad fue posteriormente eliminada del sitio a instancias del sello discográfico de la banda, Universal Records. Los informes de los medios en agosto de 2008 se refirieron originalmente a la canción por el título "Sexy Boots" y más tarde como "Get Your Boots On". Más tarde fue revisado para Get Your Boots On.
"Get On Your Boots" estaba programado para recibir su estreno mundial en la radio en The Colm & Jim-Jim Breakfast Show en la estación de radio irlandesa RTÉ 2fm a las 8:10 el 19 de enero de 2009 por el viejo amigo de la banda y disc-jockey favorito. Dave Fanning. Sin embargo, después de que se filtró una muestra de la canción de casi 30 segundos en Internet, la canción estuvo disponible en iTunes Store para su compra una hora antes de su primera reproducción por Fanning, y la banda decidió comenzar a transmitir la canción en U2.com. más tarde ese día. El sencillo recibió un lanzamiento físico el 14 de febrero La cara B, "No Line on the Horizon 2", es una versión alterada de la canción principal del álbum. 

## Vídeo
El video musical de "Get on your boots" fue dirigido por Alex Courtes, quien previamente dirigió los videos de "Vertigo" y "City of Blinding Lights". El video fue rodado en Londres, en la página oficial del grupo se anotaba, a modo de anécdota, que "deberían haberse visto más chicas involucradas. Con sus botas puestas". The Edge declaró que el vídeo trataba sobre dejar a las mujeres tomar el control, porque "los hombres lo habían hecho todo mal, en el plano político, económico y social".
El video fue programado para su estreno en la página web del diario Irish Independent el 30 de enero de 2009, pero fue posteriormente suspendido. Al respecto, Universal Music alegó que el video aún no estaba completo. La versión finalizada del video fue estrenada en última instancia a las 17:00 del 6 de febrero en la página web del diario.

## Recepción
"Get on your boots" fue recibida favorablemente por la revista Billboard, en la que se declaró que "la canción es enérgica y alegre, y su éxito en las listas (el primer estreno en el número uno de la lista Triple A y el debut entre los diez primeros en Modern Rock) muestra cómo la popularidad del grupo no ha disminuido un ápice". Aun así, la canción sólo entró en el Top 40 de la lista Billboard Hot 100, cayendo en su segunda semana al puesto 95. lender dijo que"'  et On Your Boots 'es un rockero maníaco de gama baja a la' Vértigo ', con sintetizadores al estilo de los años 70, guitarra vibrante y una voz sin aliento de Bono que trae evoca gratos recuerdos de los días en que The Edge intentaba rapear" Allmusic no estaba contenta con la canción y decía:"Contrariamente a la sugerencia del estruendoso primer sencillo 'Get On Your Boots', sus riffs y ' El canto de Pump It Up suena como un mashup barato cosido en GarageBand - [No Line on the Horizon] no es un electro-coqueteo chillón y chillón en la vena del Pop". Brian Hiatt de Rolling Stone llamaría el canción "enérgica, pero abarrotada".

## En directo
La canción fue tocada por el grupo durante todo el 360° Tour de 2009-11. Después, no ha vuelto a ser interpretada por el grupo.

## Lista de canciones
Sencillo
| N.º | Título | Duración |  |

Maxisingle
| N.º | Título | Duración |  |

## Listas de éxitos
La canción tuvo hasta el momento un pobre resultado en las listas mundiales. 
A más de un mes de su lanzamiento no había ingresado ni siquiera en el Top 10 de las clasificaciones más importantes.
| Lista                                    | Posición más alta |
| ---------------------------------------- | ----------------- |
| AAA National Airplay EE. UU.             | 1                 |
| Hot 100 Canadá                           | 3                 |
| Billboard Hot Modern Rock Tracks EE. UU. | 5                 |
| Sveriges Topplista                       | 8                 |
| Italia                                   | 18                |
| Bélgica                                  | 19                |
| Singles Chart Nueva Zelanda              | 20                |
| ARIA Singles Australia                   | 26                |
| Billboard Hot 100 EE. UU.                | 37                |
| Billboard Pop 100 EE. UU.                | 40                |